# Leichtathletik-Europameisterschaften 1958/20 km Gehen der Männer

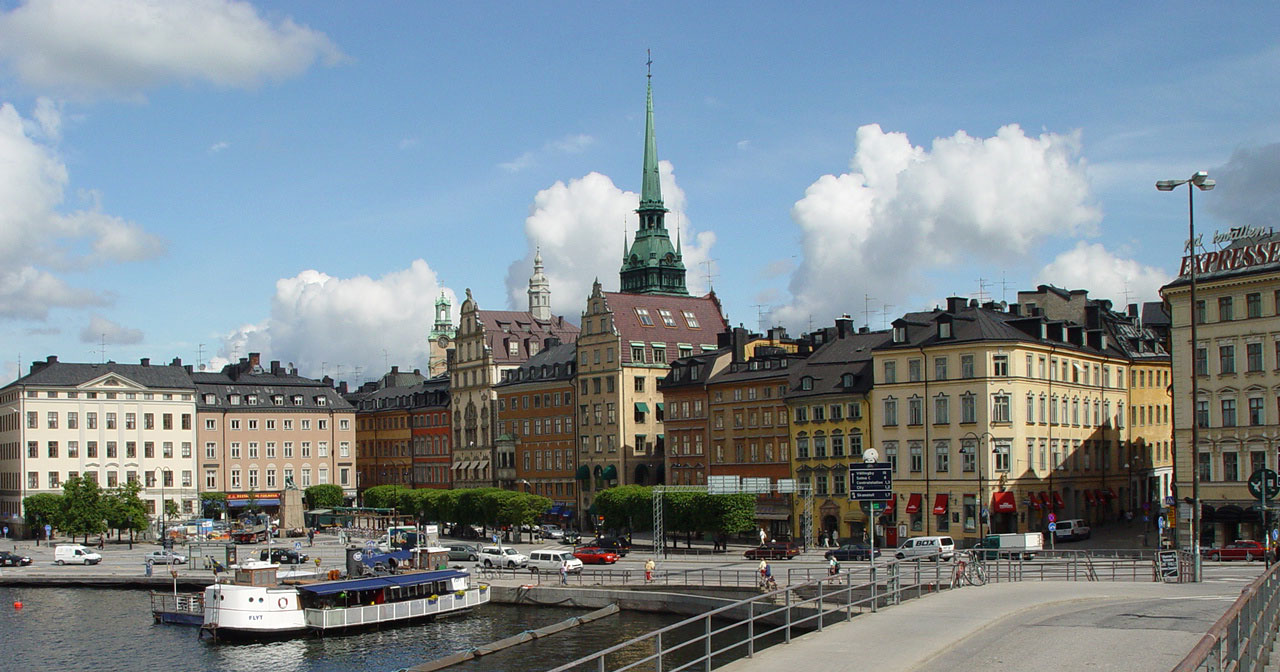
Blick auf die Stockholmer Altstadt (Gamla stan)
mit dem Turm der deutschen Kirche

Das 20-km-Gehen der Männer bei den Leichtathletik-Europameisterschaften 1958 wurde am 19. August 1958 in den Straßen Stockholms ausgetragen.
Der Wettbewerb löste als die kürzere der beiden im Wettkampfprogramm angebotenen Gehstrecken die Disziplin über die Distanz von zehn Kilometern ab. Die nun ausgetragenen beiden Wettbewerbe über zwanzig und fünfzig Kilometer stellen in dieser Form bis zu den Olympischen Spielen 2021 in Tokio den Standard für das Gehen bei internationalen Meisterschaften und Olympischen Spielen dar. Die längere Strecke wurde ab 2022 auf die Distanz von 35 Kilometern verkürzt.
Seit den Europameisterschaften 2018 gilt das ebenso für Frauen. Für sie kam – erstmals bei den Europameisterschaften 1986, damals über zehn Kilometer – zunächst eine Gehstrecke ins Angebot, die ab 2002 der bei den Männern üblichen Distanz von zwanzig Kilometer angepasst wurde. 2018 wurde dann auch der Wettbewerb über 50, später über 35 Kilometer für Frauen ins Programm genommen.
Europameister wurde der Brite Stan Vickers. Er gewann vor dem sowjetischen Olympiasieger von 1956 und Inhaber der Weltbestzeit Leonid Spirin. Bronze ging an den Schweden Lennart Back.

## Rekorde

### Bestehende Rekorde
| Weltbestzeit         | 1:27:29 h                                                               | Leonid Spirin                                                           | Moskau, Sowjetunion (heute Russland)                                    | 7. Juli 1957                                                            |
| Europabestzeit       | 1:27:29 h                                                               | Leonid Spirin                                                           | Moskau, Sowjetunion (heute Russland)                                    | 7. Juli 1957                                                            |
| Meisterschaftsrekord | Dieser Wettbewerb wurde erstmals bei Europameisterschaften ausgetragen. | Dieser Wettbewerb wurde erstmals bei Europameisterschaften ausgetragen. | Dieser Wettbewerb wurde erstmals bei Europameisterschaften ausgetragen. | Dieser Wettbewerb wurde erstmals bei Europameisterschaften ausgetragen. |

Anmerkung:

Rekorde wurden damals im Marathonlauf und Straßengehen wegen der unterschiedlichen Streckenbeschaffenheiten mit Ausnahme von Meisterschaftsrekorden nicht geführt.

### Erster Meisterschaftsrekord
Der britische Europameister Stan Vickers stellte mit 1:33:09,0 h den ersten EM-Rekord im 20-km-Gehen auf. Damit blieb er 5:40 Minuten über der der Welt- und Europabestzeit.

## Durchführung
Der Wettkampf wurde wie auf dieser Strecke üblich ohne vorherige Qualifikation ausgetragen. Alle vierzehn Teilnehmer gingen zum Finale gemeinsam an den Start.

## Finale

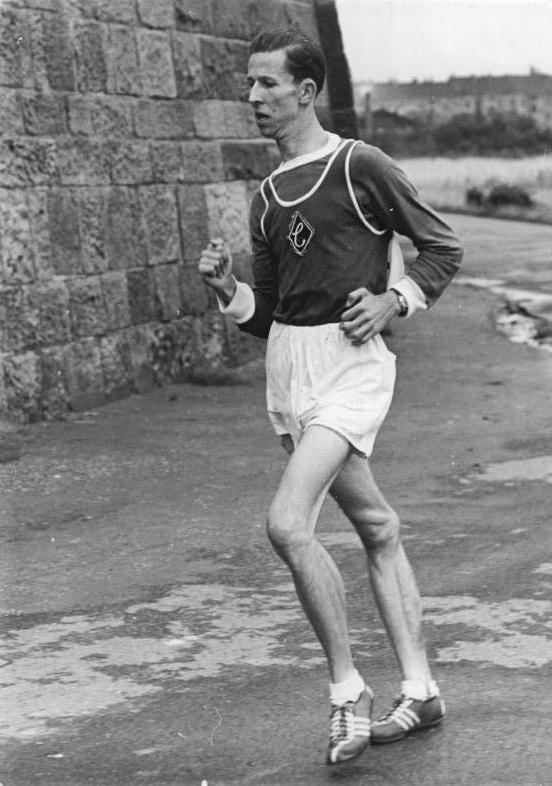
Siegfried Lefanczik kam auf den siebten Platz
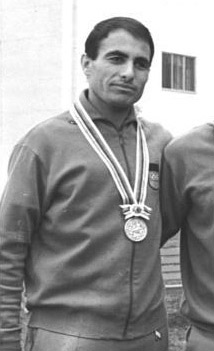
Dieter Lindner (hier bei den Olympischen Spielen 1964, Lindner damals mit Silber im 20-km-Gehen) wurde in Stockholm disqualifiziert

19. August 1958, 15.00 Uhr
| Platz | Name                | Nation         | Zeit (h)     |
| ----- | ------------------- | -------------- | ------------ |
| 1     | Stan Vickers        | Großbritannien | 1:33:09,0 CR |
| 2     | Leonid Spirin       | Sowjetunion    | 1:35:04,2    |
| 3     | Lennart Back        | Schweden       | 1:35:22,2    |
| 4     | Lennart Carlsson    | Schweden       | 1:35:38,4    |
| 5     | Louis Marquis       | Schweiz        | 1:35:59,4    |
| 6     | Giuseppe Dordoni    | Italien        | 1:36:16,2    |
| 7     | Siegfried Lefanczik | Deutschland    | 1:39:18,6    |
| 8     | Gabriel Reymond     | Schweiz        | 1:39:18,6    |
| 9     | Franciszek Szyszka  | Polen          | 1:39:44,0    |
| 10    | Georges Attane      | Frankreich     | 1:40:34,6    |
| 11    | Albert Johnson      | Großbritannien | 1:41:54,4    |
| 12    | Jerzy Hausleber     | Polen          | 1:43:53,2    |
| DSQ   | Dieter Lindner      | Deutschland    |              |
| DSQ   | Bruno Junk          | Sowjetunion    |              |